# レナルド・バークマン
レナルド・バークマン（Renaldo Balkman、1984年7月14日- ）はニューヨーク州スタテンアイランド出身のバスケットボール選手。現在はNBADLのテキサス・レジェンズに所属している。身長203cm。体重94kg。ポジションはスモールフォワード。背番号は32。

## 経歴
サウスカロライナ大学卒業後2006年のNBAドラフトでドラフト1巡全体20位指名をニューヨーク・ニックスから受ける。この時ニックスのホームコートであるマディソン・スクエア・ガーデンのファンは無名選手だった彼と、指名をしたアイザイア・トーマスヘッドコーチにブーイングを浴びせた。ルーキーイヤーは68試合に出場、4.9得点、4.3リバウンドをマークした。
2008年7月29日、トウリーン・グリーン、ボビー・ジョーンズおよび2010年のドラフト2巡目指名権と交換でナゲッツにトレードされた。
2011年2月22日､カーメロ・アンソニー､チャウンシー・ビラップス､シェルデン・ウィリアムス､アンソニー・カーターとともに､大型トレードにより､ニューヨーク・ニックスへ移籍。バークマン自身､2年7ヶ月ぶりに､ニックスに復帰となった。2012年2月17日、ニックスがJ.R.スミスと契約した代わりに解雇された。

## プレースタイル
スウィングマンでありながら、3ポイントシュート、フリースローを苦手としている。しかしディフェンスやリバウンドを得意としていて、ディフェンスの悪いニックスでは貴重な存在であったが、シュート力が改善されなかった。ルーキーイヤーでは48分あたりのスティール、ブロック数でルーキートップの記録をマークしている。